# Contactina 3

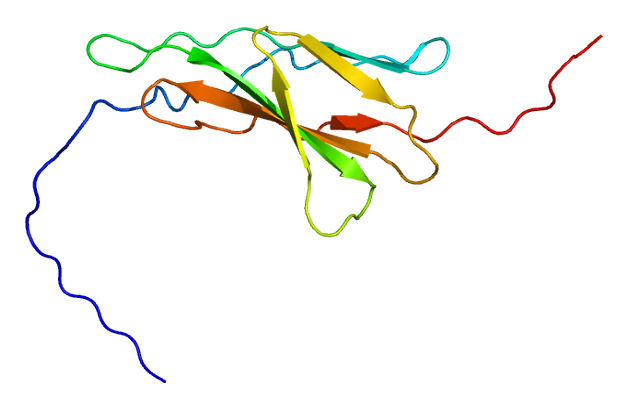
Contactina 3

La contactina-3 es una proteína que es codificada por el gen CNTN3 en los humanos.